# If Walls Could Talk (альбом)
If Walls Could Talk — студійний альбом американського ритм-енд-блюзового співака Літтл Мілтона, випущений 1970 року лейблом Checker.

## Про альбом
Альбом записаний під час сесій, що відбулися 14 і 15 жовтня 1969 року на студії Ter Mar Recording Studio в Чикаго, Іллінойс; пізніше перезаписана вокальна партія для заглавної «If Walls Could Talk» 16 листопада 1969 року. Продюсером платівки виступив Келвін Картер.
Матеріал альбому окрім заглавної пісні «If Walls Could Talk», зокрема, включає блюзовий стандарт «The Things I Used to Do» Гітар Сліма, «Kansas City» Джеррі Лейбера і Майка Столлера, «Good to Me as I Am to You» Арети Франклін, «I Don't Know» Рут Браун та ін.
Альбом вийшов у березні 1970 року на чиказькому лейблі Checker (дочірньому Chess) на 12" LP і став четвертим випуском в дискографії Мілтона, а також останнім на цьому лейблі. У 1969 році залишив Checker, який припинив існування через смерть Леонарда Чесса, почавши співпрацювати з мемфіським лейблом Stax.
28 березня 1970 року альбом потрапив у чарт Billboard 200 журналу «Billboard», де протримався 2 тижні і посів 197-е місце; також посів 23-є місце в чарті R&B Albums. Пісні «Poor Man», «Let's Get Together», «If Walls Could Talk», «Baby I Love You» і «I Play Dirty» були випущені як сингли в 1969—1971 роках і потрапили в чарти «Billboard».

## Реакція критиків
Оглядач AllMusic Том Овенс поставив оцінку 4,5 з 5, написавши, що «у альбомі If Walls Could Talk Літтл Мілтон продовжує поєднувати блюз із соулом — у будь-якому випадку, альбом більше наближений до соулу, ніж до блюзу. Літтл Мілтон співає та грає з потужною силою, а йому акомпанує гурт з насиченим та густим звучанням ритм-секції. Хоча на альбомі є декілька чудових соло, втім платівка зосереджена саме на піснях, що звучать приголомшливо завдяки жалісливому вокалу Мілтона.».

## Список композицій
| Сторона А | Сторона А                 | Сторона А               | Сторона А                                             | Сторона А  |
| #         | Назва                     | Автор                   | Дата запису                                           | Тривалість |
| --------- | ------------------------- | ----------------------- | ----------------------------------------------------- | ---------- |
| 1.        | «If Walls Could Talk»     | Боббі Міллер            | 16 жовтня 1969; вокал перезаписаний 14 листопада 1969 | 3:05       |
| 2.        | «Baby I Love You»         | Джимі Голідей           | весна 1969                                            | 2:44       |
| 3.        | «Let's Get Together»      | Моріс Доллісон          | весна 1969                                            | 2:58       |
| 4.        | «The Things I Used to Do» | Едді (Гітар Слім) Джонс | 15 жовтня 1969                                        | 3:50       |
| 5.        | «Kansas City»             | Віллі Літтлфілд         | 15 жовтня 1969                                        | 3:12       |

| Сторона В | Сторона В                   | Сторона В                                        | Сторона В      | Сторона В  |
| #         | Назва                       | Автор                                            | Дата запису    | Тривалість |
| --------- | --------------------------- | ------------------------------------------------ | -------------- | ---------- |
| 1.        | «Poor Man's Song»           | Біллі Батлер, Джеймс Блуменберг, Мілтон Кемпбелл | весна 1969     | 2:42       |
| 2.        | «Blues Get off My Shoulder» | Роберт Паркер                                    | 16 жовтня 1969 | 3:10       |
| 3.        | «I Play Dirty»              | Перл Вудс                                        | 16 жовтня 1969 | 2:24       |
| 4.        | «Good to Me as I Am to You» | Арета Франклін, Тед Вайт                         | 15 жовтня 1969 | 2:44       |
| 5.        | «Your Precious Love»        | Моріс Доллісон                                   | весна 1969     | 2:44       |
| 6.        | «I Don't Know»              | Боббі Стівенсон, Брук Бентон                     | 16 жовтня 1969 | 2:20       |

## Учасники запису
- Літтл Мілтон — вокал, гітара
- Донні Гатевей — фортепіано (А3)

Технічний персонал
- Келвін Картер — продюсер
- Джин Бардж — аранжування [оркестр]
- Девід Перпл — інженер звукозапису
- Пітер Емфт — фотографія